# La serie infernale
La serie infernale (titolo originale The A.B.C. Murders) è un romanzo poliziesco della scrittrice britannica Agatha Christie, pubblicato nel 1936. Vi appaiono i personaggi di Hercule Poirot, Arthur Hastings e dell'Ispettore Capo Japp, alle prese con una serie di delitti compiuti dall'assassino noto solamente con l'acronimo "A.B.C.".
La forma del romanzo è inusuale, combinando la narrazione sia in prima che terza persona; tale approccio fu già utilizzato dalla Christie nel romanzo L'uomo vestito di marrone. La narrazione in terza persona è riferita dal narratore della storia in prima persona, il capitano Arthur Hastings. La premessa iniziale è che un assassino seriale stia uccidendo le vittime con nomi alliterativi. Gli omicidi seguono un ordine alfabetico, partendo dalla vittima le cui iniziali sono A. A, mancando di alcun senso.

## Trama
La storia è ambientata a Londra e nella campagna inglese, nel 1935, un'epoca in cui il Regno Unito sta vivendo il montare della marea nazista in Europa, mentre all'interno deve fare i conti con la crisi sociale della Grande Depressione: disoccupazione di massa, pericolose divisioni politiche, il sospetto e l'odio sono in aumento. 
Poirot rivela all'amico Arthur Hastings le sue inquietudini, dovute a una lettera anonima a lui indirizzata, firmata da A.B.C., che gli preannuncia un delitto nella cittadina di Andover. Poirot avverte Scotland Yard e attende, chiedendosi perché proprio con lui il mittente si vanti dei crimini. Puntualmente, il delitto avviene: un'anziana tabaccaia, di nome Alice Ascher, viene trovata uccisa. Un mese dopo, risuccede un secondo episodio, che ha come luogo Bexhill-on-Sea e come vittima la giovane cameriera Betty Barnard. La terza lettera indica come luogo del delitto Churston e la tragedia si ripete. Ormai la polizia di Scotland Yard è alla ricerca spasmodica del misterioso maniaco omicida A.B.C., mentre Poirot organizza una squadra di investigatori dilettanti con i parenti delle vittime. Mentre il numero dei morti aumenta, l'unico indizio è una copia della Guida Ferroviaria A.B.C. in ogni scena del crimine. Le indagini di Poirot sono continuamente vagliate da un nemico determinato a metterlo in difficoltà, superandolo in astuzia. Se Poirot deve eguagliare la sua nemesi, allora tutto ciò che riguarda lui sarà messo in discussione: la sua autorità, la sua integrità, il suo passato e la sua identità. Sfruttando le sue famose "cellule grigie", egli va oltre l'apparenza che ha davanti, scoprendo colui che ha commesso gli efferati delitti.

## Personaggi
- Hercule Poirot, famoso investigatore
- Arthur Hastings, fedele amico di Poirot
- Alexander Bonaparte Cust, venditore di calze
- Alice Ascher, prima vittima
- Betty Barnard, seconda vittima
- Sir Carmichael Clarke, terza vittima
- George Earlsfield, quarta vittima
- Franz Ascher, marito di Alice e rudere d'uomo
- Megan Barnard, sorella di Betty
- Signor Barnard, padre di Betty e Megan
- Signora Barnard, madre di Betty e Megan
- Donald Fraser, fidanzato di Betty
- Franklin Clarke, fratello di Sir Carmichael Clarke
- Thora Grey, segretaria di Sir Carmichael Clarke
- Lady Clarke, madre di Sir Carmichael
- Ispettore Crome, incaricato delle indagini
- Mary Drower, giovane ragazza
- Ispettore Glen, incaricato delle indagini
- Ispettore Japp, di Scotland Yard
- Ispettore Kelsey, incaricato delle indagini
- James Partridge, un testimone
- Albert Riddell, un testimone

## Adattamenti
- Poirot e il caso Amanda (1966), diretto da Franklin Tashlin, con Tony Randall.
- La serie infernale (1992), episodio della serie televisiva Poirot diretto da Andrew Grieve[1], con David Suchet
- Little Murders by Agatha Christie - serie TV (ep. 1x01) (2009)
- Agatha Christie - La serie infernale (The ABC Murders) – miniserie TV (2018)

### Videogiochi
Nel 2009 la DreamCatcher Interactive pubblicò un videogioco per Nintendo DS tratto dal romanzo e intitolato Agatha Christie: The ABC Murders, in cui si gioca nei panni del capitano Hastings e bisogna risolvere il mistero ispezionando le scene del crimine e interrogando i sospetti. Per risultare più appetibile ai videogiocatori che già conoscono la storia, il gioco permette di giocare con un assassino diverso e con prove e testimoni differenti. Il gioco ha ricevuto voti mediocri dalla critica, ma è stata apprezzata la fedele riproduzione dell'atmosfera originale del romanzo.
Nel febbraio 2016 la Anuman Interactive sotto il brand di Microïds ha pubblicato un videogioco d'avventura sempre dal titolo Agatha Christie: The ABC Murders per Microsoft Windows, Linux, Mac OS X, PlayStation 4 e Xbox One.

## Edizioni italiane
- La serie infernale, traduzione di Tito N. Sarego, Collana I Libri Gialli n.173, Milano, Arnoldo Mondadori Editore, 1937. - I Capolavori dei Giallo Mondadori n.218, marzo 1963; Prefazione e postfazione di Renato Olivieri, Collana Oscar n.1025 (Oscar dei Gialli n.40), Mondadori, 1979-1986; in L'importanza di chiamarsi Poirot, a cura di Alberto Tedeschi e Gian Franco Orsi, Collezione Omnibus Gialli, Mondadori, 1979.
- La serie infernale, traduzione di Grazia Maria Griffini, I Classici del Giallo Mondadori n.476, Milano, Mondadori, aprile 1985. - I Classici del Giallo Mondadori n.665, luglio, 1992; Edizione illustrata e annotata, Collezione Agatha Christie, Milano, CDE, 1995; Collana Oscar Scrittori del Novecento n.1444 (Scrittori moderni), Mondadori, 1995, ISBN 978-88-043-9730-4; Collana Oscar junior, Mondadori, 2015; Collana Oscar Gialli, Mondadori, 2018, ISBN 978-88-047-0010-4.